# Колпнянський район
Колпнянський район (рос. Колпнянский район) — муніципальне утворення у Орловській області.

## Адміністративний устрій
Складається із 10 сільських і 1 міського поселень.